# Anne McLaren
Dama Anne Laura Dorinthea McLaren (Londra, 26 aprile 1927 – 7 luglio 2007) è stata una genetista inglese, figura di rilievo nella biologia dello sviluppo.
Per i suoi meriti, ha ricevuto molti onori, tra cui l'ammissione nella Royal Society (nella quale, inoltre, è stata la prima donna a ricoprire posizioni amministrative ufficiali). Il suo lavoro è stato di aiuto nei progressi scientifici che hanno condotto alla fecondazione in vitro con trasferimento dell'embrione (FIVET).

## Biografia

### Primi anni
McLaren era figlia di Henry Duncan McLaren - secondo barone di Aberconway, industriale e Membro del Parlamento per il West Staffordshire come liberale - e di Christabel Mary Melville MacNaghten. Nacque a Londra, dove visse fino alla seconda guerra mondiale, quando la famiglia si trasferì nelle tenute a Bodnant, nel North Wales. Da bambina ebbe un piccolo ruolo nel cinema, quando recitò nel film di fantascienza del 1936 La vita futura (Things to Come) di William Cameron Menzies, tratto da un romanzo di H. G. Wells. In una scena, ambientata nel futuro, il personaggio che interpretava suo nonno le parlava del progresso raggiunto dalla tecnologia spaziale grazie alla quale erano stati portati i topi sulla Luna. Nel corso degli anni, McLaren ha ricordato come quella esperienza avesse contribuito a far nascere in lei l’amore per la scienza.
Studiò zoologia alla Lady Margaret Hall dell'Oxford University, ottenendo, in seguito, un Master of Arts. Iniziò le sue ricerche insieme a John Burdon Sanderson Haldane sull'infestazione dovuta all'insetto Drosophila; proseguì gli studi con un corso di perfezionamento post laurea alla University College London dal 1949, prima sotto la guida di Peter Medawar sulla genetica dei conigli e poi sul virus neurotropico murino insieme a Kingsley Sanders. Ottenuto un dottorato di ricerca nel 1952, sposò il suo compagno di studi Donald Michie il 6 ottobre dello stesso anno.

### Inizio carriera e vita matrimoniale
McLaren e Donald Michie lavorarono insieme come coppia all'University College, a Londra, dal 1952 al 1955, ed in seguito alla Royal Veterinary College, sulla variazione dei numeri della vertebre lombari nei topi, in funzione dell'ambiente materno. McLaren riprese, in seguito, gli studi sulla fertilità dei topi inclusa la superovulazione e supergravidanza. Nel 1958, insieme a John D. Biggers, pubblicò un articolo sulla prestigiosa rivista Nature sul primo tentativo coronato da successo di sviluppo e nascita di un topo dopo fecondazione in vitro. Questo articolo è considerato uno degli articoli più importanti nella storia della biologia e della medicina della riproduzione.
Durante questo periodo, ebbe tre figli: Susan Fiona Dorinthea Michie (nata il 19 giugno del 1955), Jonathan Mark Michie (nato il 25 marzo del 1957) e Caroline Ruth Michie (nata il 1 agosto del 1959). Tuttavia, il matrimonio terminò con il divorzio nel 1959 e McLaren si trasferì all'Institute of Animal Genetics di Edimburgo per continuare le sue ricerche. La coppia rimase in buoni rapporti e anche Michie si trasferì in seguito a Edimburgo.

### Carriera successiva
McLaren trascorse 15 anni (1959–1974) presso l'Institute of Animal Genetics, studiando una vasta varietà di temi riguardanti la fertilità, lo sviluppo e l'epigenetica, inclusi molti studi sui topi, come lo sviluppo del trasferimento di embrioni, immunocontraccezione e le caratteristiche scheletriche delle chimere. Nel 1974, lasciò Edimburgo per diventare la direttrice del Mammalian Development Unit (istituto di ricerca sullo sviluppo dei mammiferi) del Medical Research Council a Londra. Nel 1992 si trasferì a Cambridge, unendosi al Wellcome/CRC Institute, e successivamente al Gurdon Institute. Fu nominata fellow-commoner del Christ's College, Cambridge nel 1991.
Spesso, il lavoro di McLaren la impegnò fuori dall'università. Fece parte del comitato istituito per indagare sulle tecnologie di fecondazione in vitro (IVF) e sullo sviluppo embrionale, che dopo produsse il Warnock Report. Fu un membro del The Nuffield Council on Bioethics, che  ha il compito di esaminare le implicazioni di tipo bioetico delle ricerche biomediche, dal 1991 al 2000.
Dal 1992 al 1996 ricoprì la carica di vicepresidente della Royal Society, il più antico e prestigioso ente di ricerca scientifico britannico, diventando la prima donna nella storia ad avere un ruolo dirigenziale al suo interno. Dal 1993 al 1994 fu inoltre presidente dell’Associazione britannica per l’avanzamento della scienza, una società nata per promuovere la ricerca scientifica nel Regno Unito.
Nel 2004 la McLaren fondò, insieme a Bryan Clarke e a sua moglie Ann, il Frozen Ark, un deposito di materiale genetico appartenente ad animali in via di estinzione, destinati sia allo studio sia all'utilizzo in programmi di conservazione o di potenziale clonazione. Registrato come ente di beneficenza indipendente presso l'Università di Nottingham raggruppa 22 membri del consorzio presenti in diversi paesi del mondo.

### Morte
McLaren (all'età di 80 anni) e l'ex-marito Donald Michie (83 anni) morirono in un incidente stradale il 7 luglio 2007, quando la loro auto uscì di strada mentre percorrevano l'autostrada M11, viaggiando da Cambridge verso Londra. A suo nome è stato istituito un fondo per l'incentivazione degli studi scientifici. Negli ultimi anni di vita era diventata membro del Partito Comunista di Gran Bretagna, una posizione che le rese difficile viaggiare negli Stati Uniti.

## Riconoscimenti
- Medaglia scientifica della Zoological Society of London (1967)[13].
- Nel 1975, McLaren fu nominata fellow della Royal Society.
- Nel 1986, fu nominata fellow del Royal College of Obstetricians and Gynaecologists per il suo lavoro pionieristico sulla fertilità.
- Pioneer Award dell'International Fertility Society (1988, con Donald Michie)
- Nel 1989 presentò l'Ellison-Cliffe Lecture della Royal Society of Medicine.
- Dal 1990 al 1995 fu Fullerian Professor of Physiology alla Royal Institution.
- Royal Medal of the Royal Society (1990)[13].
- Dal 1991 al 1996, detenne la posizione di Foreign Secretary della Royal Society.
- Dal 1992 al 1996, la carica di vicepresidente della Royal Society; è stata la prima ufficiale donna in 330 anni della storia della società.
- Fellow del King's College, Cambridge, dal 1992 al 1996.
- Nel 1993, fu insignita dell'onorificenza Dama Commendatore dell'Ordine dell'Impero Britannico (DBE).
- Dal 1993 al 1994, fu presidente della Associazione britannica per l'avanzamento della scienza.
- Nel 1998 fu nominata membro dell'Academy of Medical Sciences[2].
- Fu membro del Nuffield Council on Bioethics tra il 1991-2000.
- Nel 2002, a lei e a Andrzej K. Tarkowski fu assegnato il Japan Prize per il loro contributo alla biologia dello sviluppo.
- Nel 2007 le fu consegnato il March of Dimes Prize in Developmental Biology.
- Membro del Gruppo europeo di etica delle scienze e delle nuove tecnologie (GEE) presso la Commissione europea[13].

## Necrologi
- Obituary: Anne McLaren (1927–2007), vol. 448, DOI:10.1038/448764a, PMID 17700691.
- Anne McLaren (1927-2007), vol. 317, DOI:10.1126/science.1147801, PMID 17673646.
- Anne McLaren (1927–2007), vol. 39, DOI:10.1007/s11174-008-2010-4, PMID 18669298.